# Gebundeld netpluimpje
Het gebundeld netpluimpje (Stemonitis fusca) is een soort slijmzwam. Het saprotroof in groepjes op dood hout,  zowel loof- als naaldhout, op stronken, stronken en takken. Het heeft kenmerkende lange bruine sporangia ondersteund op slanke stelen met een totale hoogte van ongeveer 6 tot 20 mm hoog. Het komt voor in loof- en gemengde bossen, meestal in de zomer.

## Kenmerken

### Uiterlijke kenmerken
Het plasmodium is wit of geel. De sporangia zijn eerst ook wit, maar worden al snel donkerder: roze, rood, donkerbruin en uiteindelijk bijna zwart. Ze staan meestal dicht bij elkaar  in grote groepen en vormen kleverige clusters. Een enkele sporangium is een langwerpig cilindertje met afgeronde uiteinden dat staat op een steeltje. De gezamenlijke hoogte is maximaal 2 cm. De steel groeit door in het inwendige van het sporangium en vormt er een kolom die bijna tot aan de top reikt. Bruine vezels van reticulaire trichinella komen uit deze kolom.

### Microscopische kenmerken
De columella reikt tot aan of bijna tot aan de top van het sporangium. Het capillitium vormt in het midden een netstructuur met 2 tot 3 mazen tussen de columella en de buitenrand, voorzien van vliezige, bruin gekleurde verbredingen. Het oppervlaktenet heeft mazen met een diameter van meestal 3 tot 20 µm; de draden zijn dun, de mazen zijn hoekig en hebben hier en daar vrije, draadvormige uiteinden. De sporen zijn licht lila-bruin van kleur, met een licht papillair of netvormig oppervlak. Ze hebben een grootte van 7,5 tot 9 μm.

## Verspreiding en leefgebied
Het is over de hele wereld verspreid; behalve op Antarctica komt het voor op alle continenten en op veel eilanden.

## Foto's

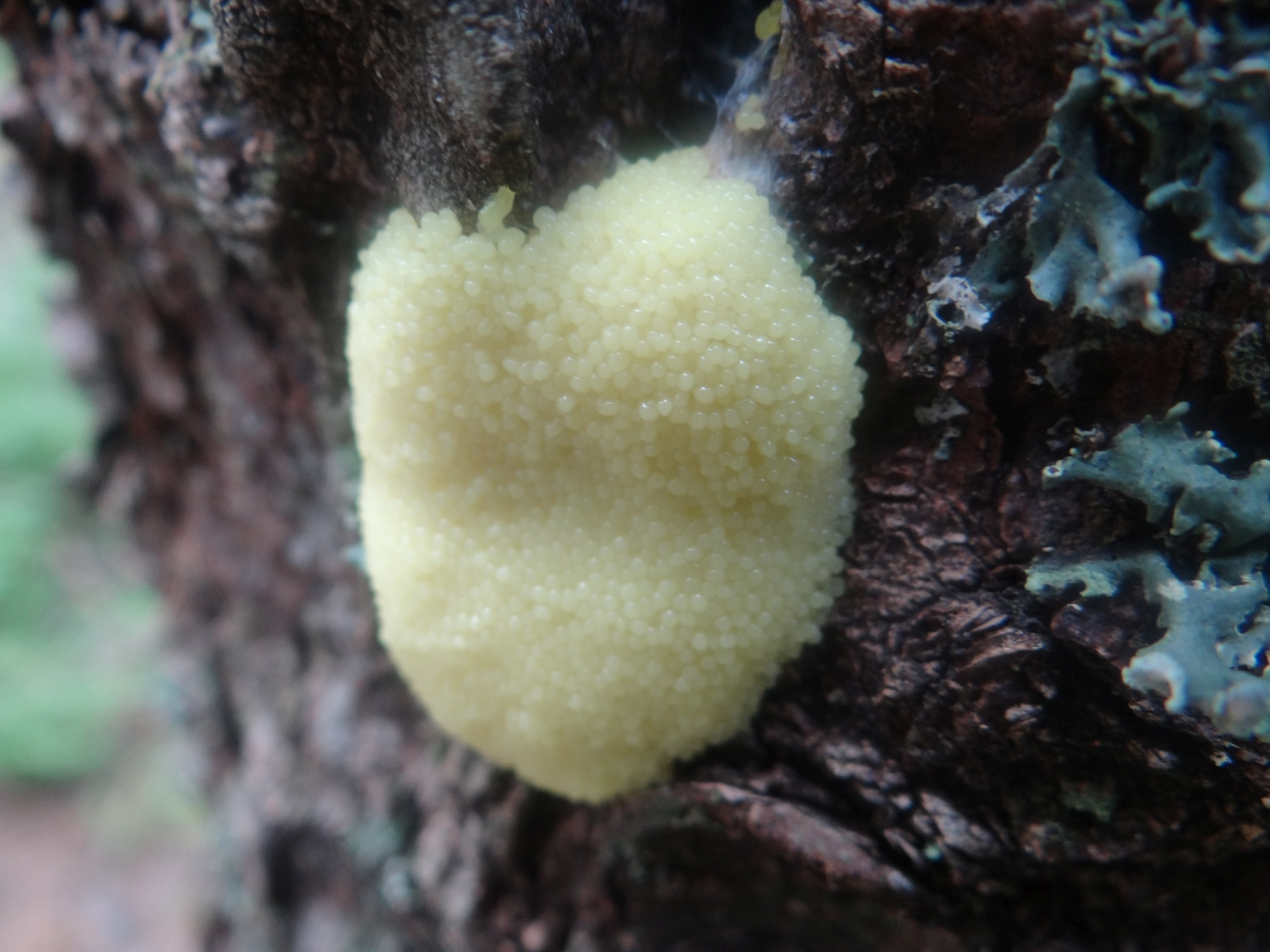
Plasmodium
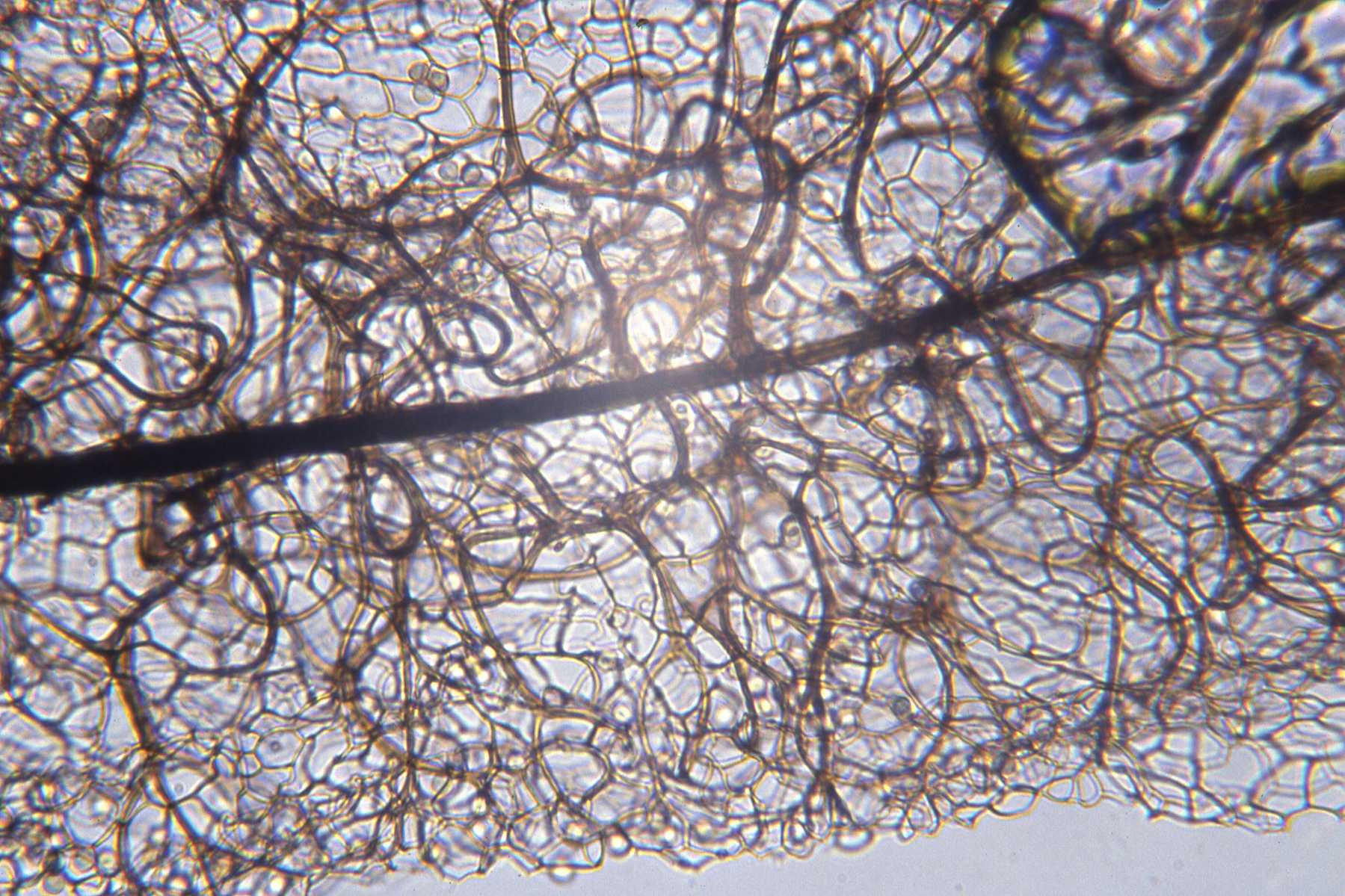
Elateren
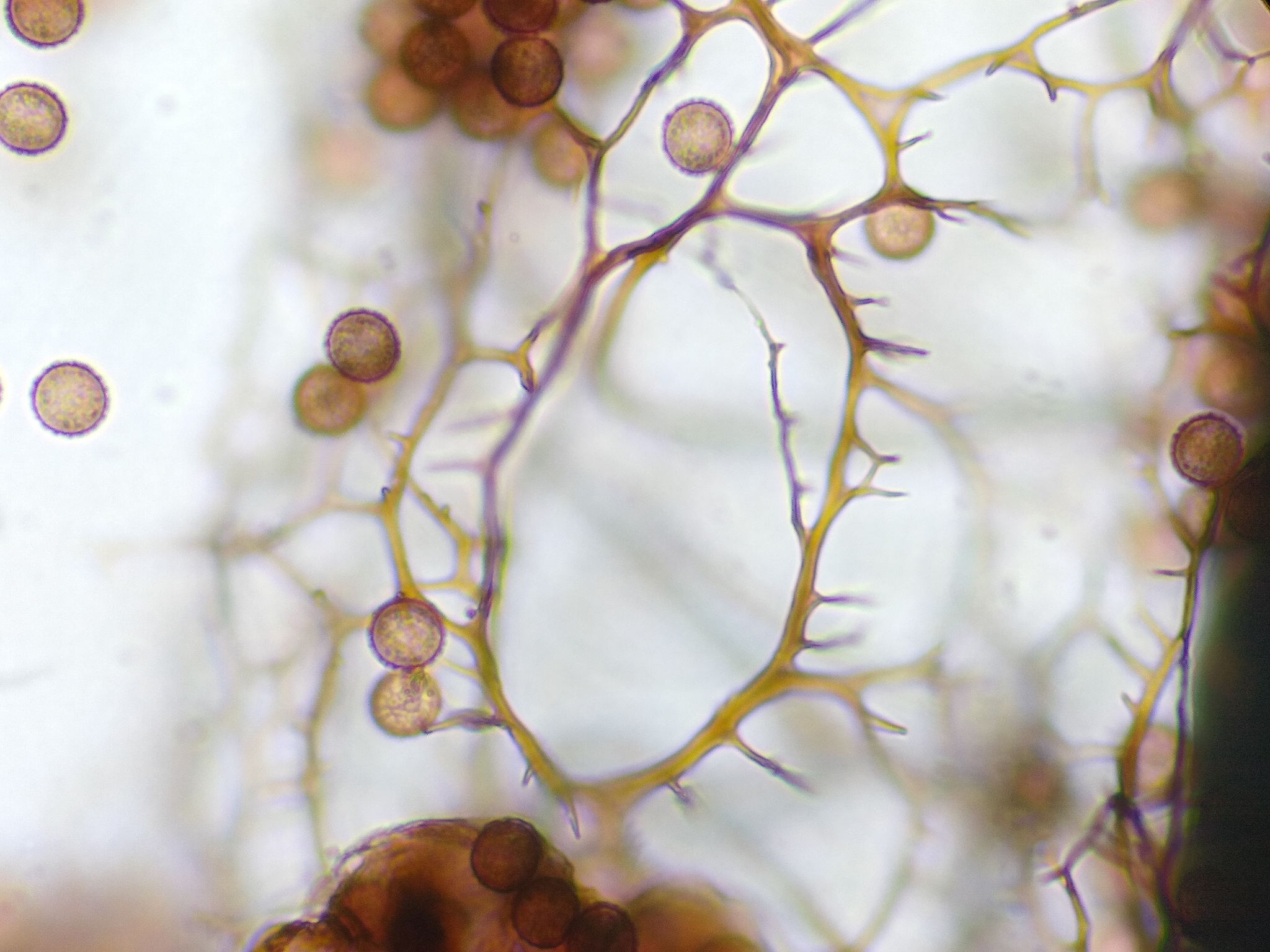
Sporen en elateren
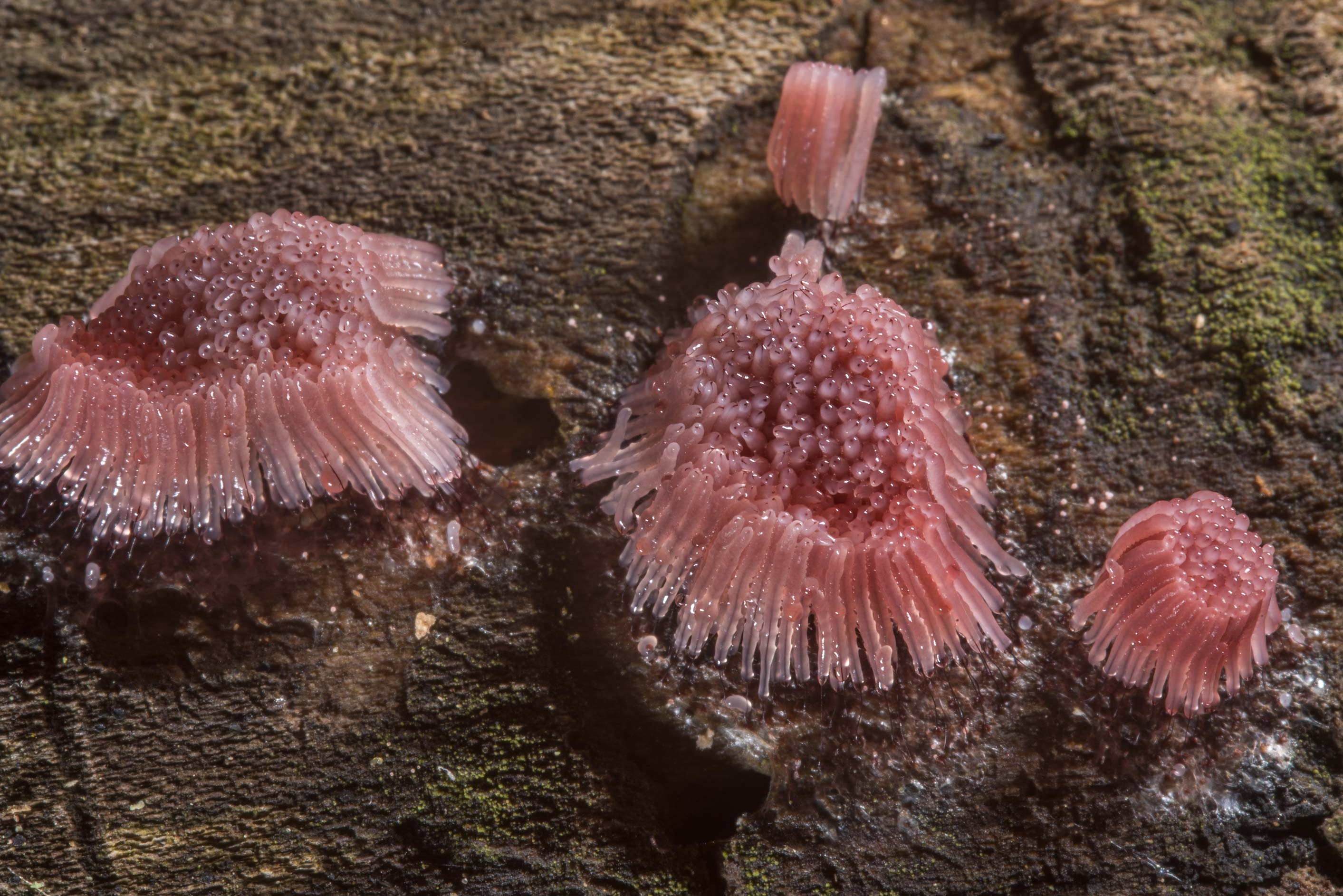
Vruchtlichamen